# Molles
Molles (okzitanisch Mòlas) ist eine französische Gemeinde mit 916 Einwohnern (Stand: 1. Januar 2022) im Département Allier in der Region Auvergne-Rhône-Alpes. Sie gehört zum Arrondissement Vichy und zum Kanton Lapalisse.

## Geografie
Molles liegt etwa neun Kilometer ostsüdöstlich von Vichy. Umgeben wird Molles von den Nachbargemeinden Saint-Étienne-de-Vicq und Saint-Christophe im Norden, Isserpent im Nordosten, Nizerolles im Osten, La Chapelle im Süden, Busset im Südwesten sowie Cusset im Westen und Nordwesten.

## Bevölkerungsentwicklung
| Jahr                       | 1962 | 1968 | 1975 | 1982 | 1990 | 1999 | 2006 | 2019 |
| Einwohner                  | 751  | 737  | 687  | 688  | 732  | 709  | 781  | 914  |
| Quellen: Cassini und INSEE |      |      |      |      |      |      |      |      |

## Sehenswürdigkeiten
- Kirche St-Jean-Baptiste

Siehe auch: Liste der Monuments historiques in Molles

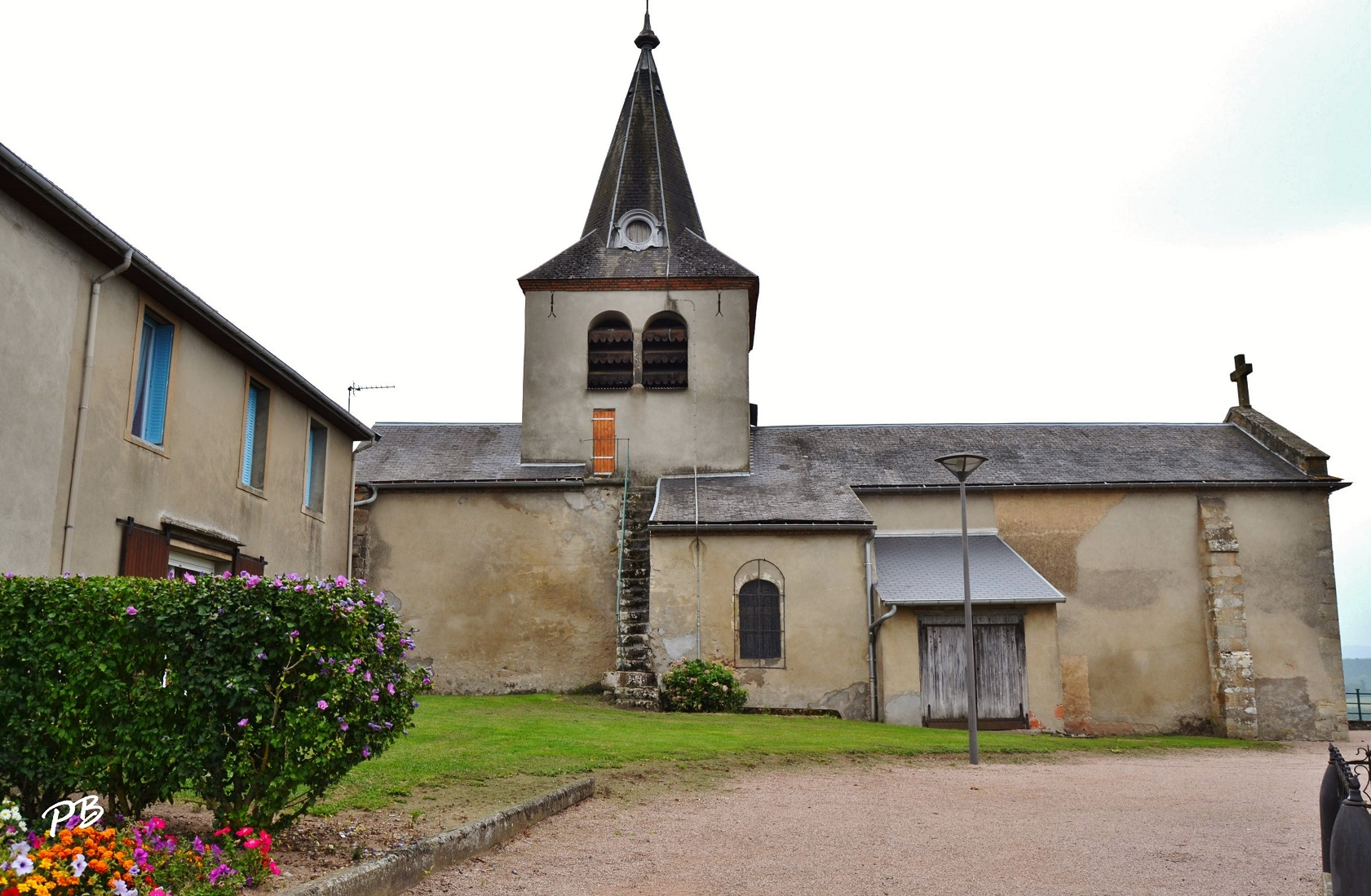
Kirche St-Jean-Baptiste

## Persönlichkeiten
- Jean Zay (1904–1944), Jurist und Politiker, in Molles getötet
- Alexandre Gacon (1927–2007), Autorennfahrer, in Molles geboren